# Нестеренко Василь Борисович
Васи́ль Бори́сович Нестере́нко (* 2 грудня 1934, Красний Кут (Луганська область) — † 25 серпня 2008) — український та білоруський вчений-ядерний енергетик.
1968 — доктор технічних наук, 1969 — професор, 1972 — член-кореспондент Національної академії наук Білорусі, 1979 — заслужений діяч науки і техніки БРСР. Лауреат Державної премії БРСР 1986 року — «за розробку біотехнології та створення промислового виробництва різоторфіну із застосуванням радіаційного методу стерилізації субстрату та запровадження препарату у сільське господарство республіки». Нагороджений орденом «Знак Пошани» та медалями.

## Життєпис
1958 року закінчив Московське вище технічне училище ім. Баумана, в 1958—1962 працює науковим співробітником Інституту двигунів АН СРСР.
1963—1965 роки — завідувач лабораторії Інституту теплообміну та масообміну АН БРСР.
З 1965 року завідує відділом, одночасно замісник по науковій роботі Інституту ядерної енергетики АН БРСР, в 1977—1987 — його директор.
Одночасно в 1971—1987 роках працював генеральним контруктором пересувної атомної станції «Памір».
У 1981—1985 роках був депутатом Верховної Ради БРСР.
З 1990 року працював директором Інституту радіаційної безпеки «Белрад».
В 1990—1994 роках очолював об'єднаний експертний комітет Білорусі, Росії та України.

## Наукові роботи
Його роботи стосуються ядерної енергетики та радіаційної безпеки. Він є одним з колективу авторів методу застосування дисоціюючих теплоносіїв в ядерній енергетиці.
Провів ряд досліджень:
- щодо вивчення нових хімічно реагуючих теплоносіїів,
- по розробленню та створенню методів розрахунку теплофізичних властивостей, газодинаміки, теплообміну та створенні методів розрахунку теплофізичних властивостей, газодинаміки, теплообміну,
- щодо аналізу циклів та схем енергетичних ядерних установок,
- по виявленні технічно-економічних характеристик атомних електростанцій з реакторами на швидких нейтронах.

Написав більше 300 наукових робіт, з них 15 монографій, зареєстровано понад 320 винаходів.
Основні його праці:
- «Науково-технічні основи застосування газів, котрі дисоціюються, як теплоносіїв та робочих тіл АЕС», 1970, Мінськ,
- «Схеми перетворення тепла АЕС на дисоціюючих газах», 1975 — спільно з В. П. Бубновим,
- «Теплообмін в ядерних реакторах з дисоціюючим теплоносієм», 1980, спільно з Б. Є. Тверковкіним,
- «Чорнобильська катасторфа: причини та наслідки» — в чотирьох частинах, 1993, англійською мовою — 1997,
- «Масштаби та наслідки катаствофи на Чорнобильській АЕС для Білорусі, України та Росії», 1996,
- «Чорнобильська катастрофа: радіаційний захист населення» — 1997, в 1998 — Майнц (Німеччина),
- «Стан та динаміка радіаційного забруднення продуктів харчування дітей Чорнобильської зони Білорусі», 1997 — спільно з О. М. Девойно, О. О. Мухлаєвим, І. Е. Нестеренком.

## Джерело
- Нестеренко Василь Борисович(рос.)

1. ↑  Зводны электронны каталёг бібліятэк Беларусі — 2015.